# 포르투누스
포르투누스(Portunus)는 고대 로마에서 열쇠, 문, 가축, 항구를 관장하는 신이었다. 그는 원래 곡물이 저장되는 창고를 수호하는 신이었을 가능성이 있지만, 후에는 항구와도 연관되었다. 이는 '문, 문지방'을 뜻하는 라틴어 porta와 '항구'를 뜻하는 portus 사이의 민속적 연관성, 즉 바다로 가는 '문'이라는 개념에서 비롯되었거나, portus라는 단어의 의미가 확장되면서 발생했을 것으로 보인다. 포르투누스는 이후 그리스 신화의 팔라이몬(Palaemon)과 동일시되었다.

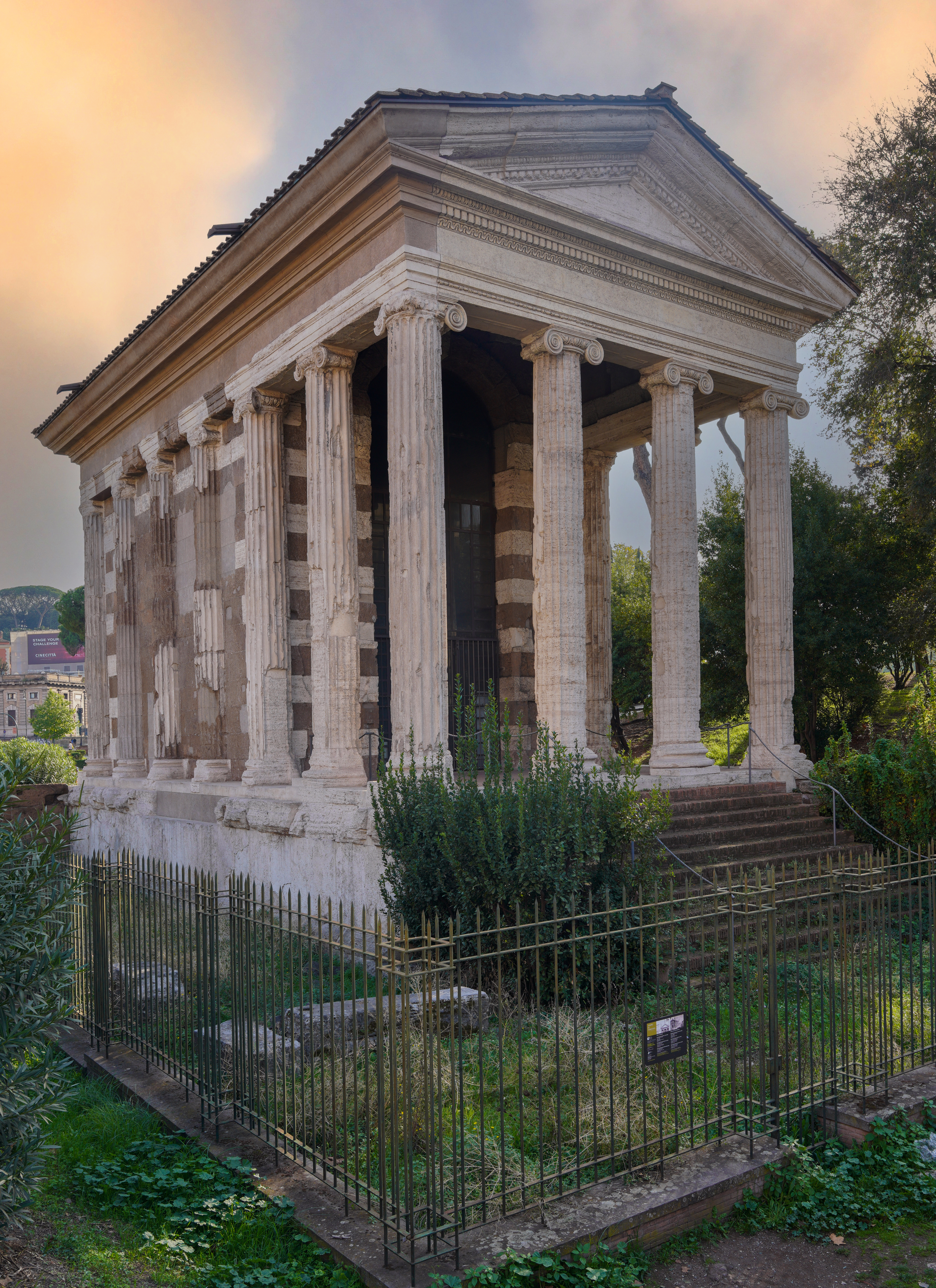
로마에 위치한 포르투누스 신전

포르투누스 축제인 포르투날리아(Portunalia)는 로마력에서 9월의 칼랜드(초하루) 전 16일째 되는 날인 8월 17일에 열렸다. 이는 로마 달력에서 비교적 작은 축제에 해당했으며, 이날에는 열쇠를 불에 던져 넣어 행운을 기원하는 의식을 매우 엄숙하고 침울한 분위기 속에서 치렀다. 포르투누스의 상징물은 열쇠였으며, 그의 주요 신전인 포르투누스 신전은 로마 시내의 포룸 보아리움에 위치해 있었다. 이곳은 로마에서 가장 오래된 강변 항구인 티베리누스 항구(Portus Tiberinus)와 가장 오래된 석조 다리인 폰스 아이밀리우스 근처였다.
포르투누스는 로마의 문과 시작을 상징하는 신 야누스(Janus)와 밀접한 관련이 있는 것으로 보인다. 두 신은 열쇠라는 상징과 여러 기능에서 공통점을 지니며, 포르투누스 역시 동전을 비롯해 선박의 선수상 등에서 서로 반대 방향을 바라보는 두 개의 얼굴로 묘사되었다. 그는 “항구와 문을 주관하는 신(deus portuum portarumque praeses)”으로 여겨졌으며, 황제 티베리우스가 포룸 홀리토리움에 야누스 신전을 재건하고 봉헌한 날짜가 포르투날리아인 8월 17일로 선택된 것도 두 신의 관계를 부각하는 예로 볼 수 있다.
이탈리아의 언어학자 줄리아노 본판테는 포르투누스의 신앙과 이름의 의미를 바탕으로 그가 매우 원시적인 신일 가능성이 있으며, 라틴족이 말뚝 위에 지은 가옥에서 살던 시절까지 거슬러 올라갈 수 있다고 추측했다. 그는 라틴어에서 '문, 문지방'을 뜻하는 porta와 '항구'를 의미하는 portus가 같은 인도유럽어족 어원에서 비롯되었으며, 이는 얕은 물가나 도하 지점을 의미하는 원시적 의미를 공유한다고 주장했다.
포르투누스의 전속 제사장인 플라멘 포르투날리스(flamen Portunalis)는 플라미네스 미노레스(flamines minores, 하위 제사장단) 중 한 명이었으며, 신 퀴리누스의 조각상에 있는 창에 특별히 준비된 연고를 발라 바치는 의식을 집행했다. 이 연고는 이를 위해 준비된 작은 항아리(persillum)에 보관되었다.

## 갤러리

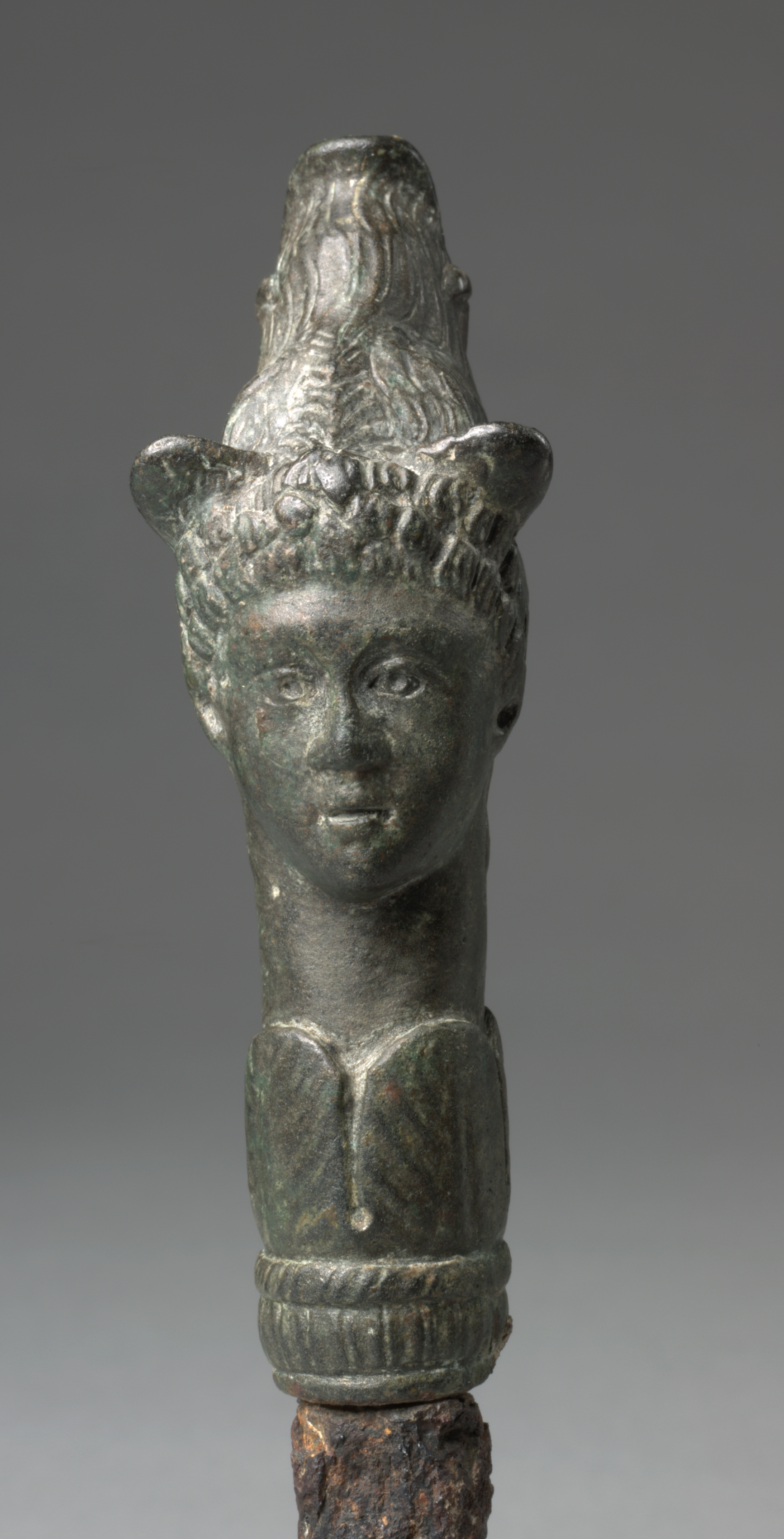
기원후 1세기, 인간 얼굴 장식이 있는 로마 열쇠, 클리블랜드 미술관 소장
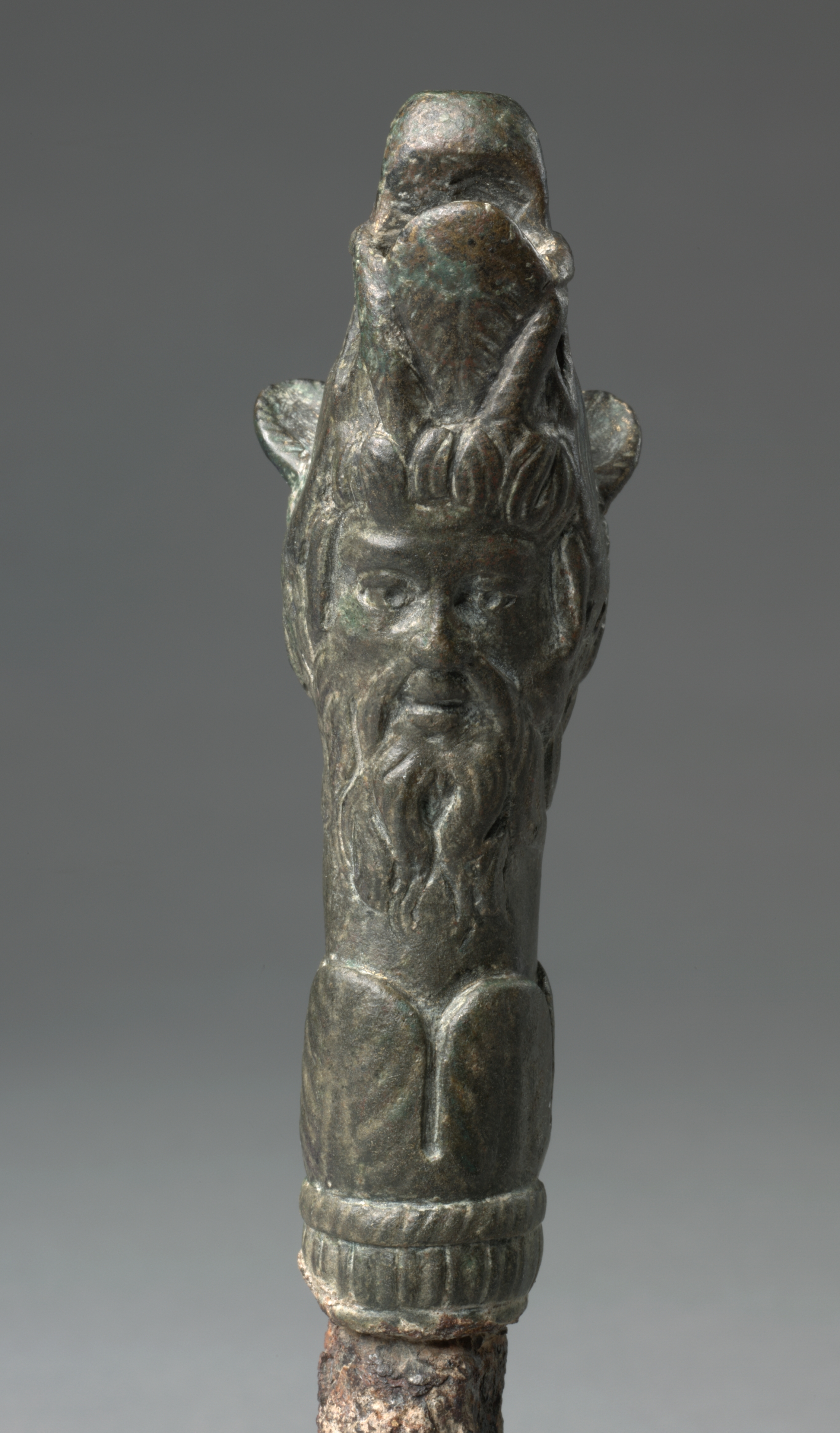
기원후 1세기, 판(Pan) 얼굴 장식이 있는 로마 열쇠, 클리블랜드 미술관 소장
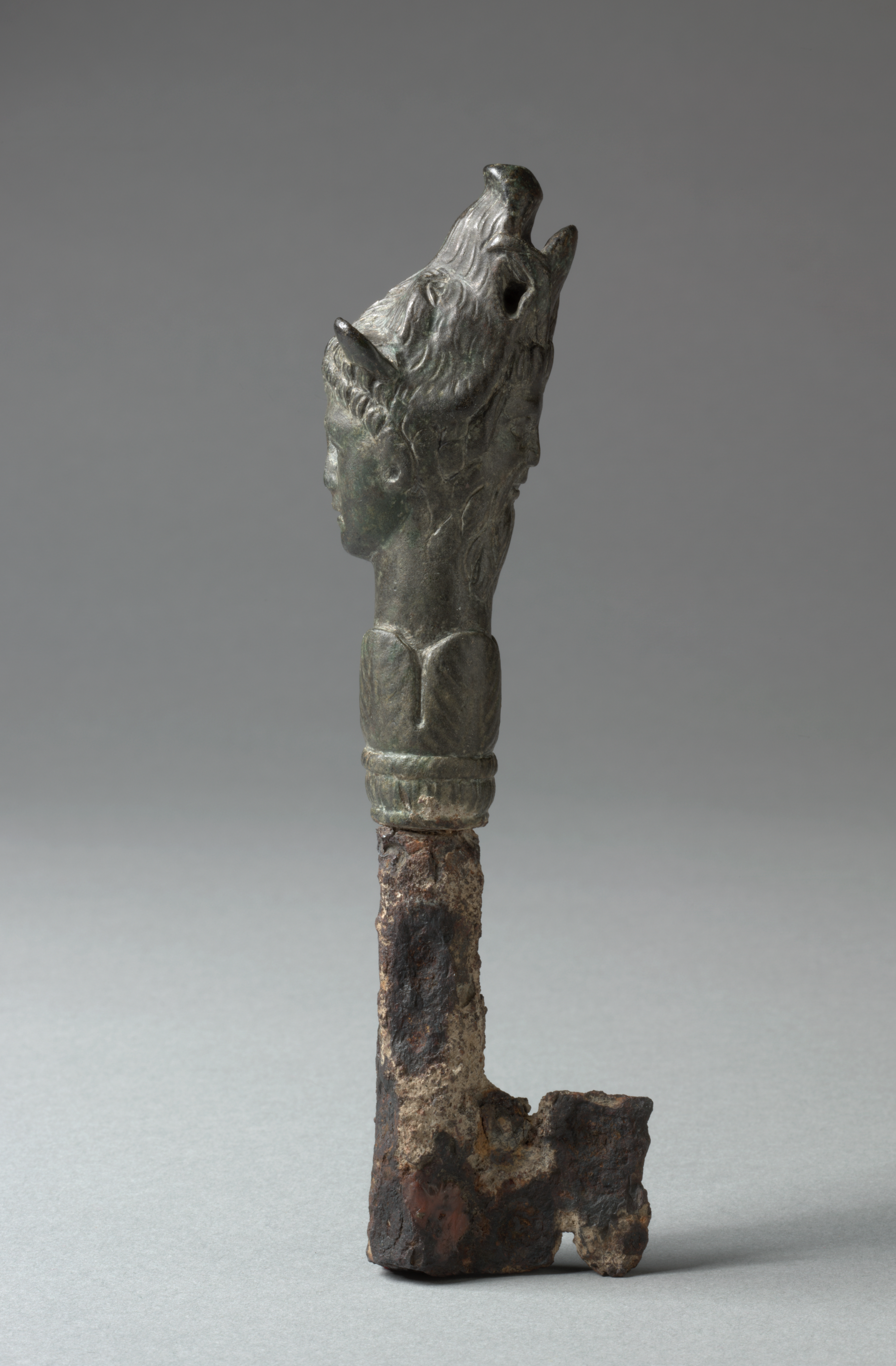
기원후 1세기, 야누스 스타일 손잡이가 달린 로마 열쇠, 클리블랜드 미술관 소장